# Walter Salles
Walter Salles, född 12 april 1956 i Rio de Janeiro, är en brasiliansk filmregissör, som även verkar som manusförfattare, filmproducent och racerförare. Han är mest känd för att ha regisserat filmerna Central do Brasil (1998), Dagbok från en motorcykel (2004) och I'm Still Here (2024).

## Biografi
Walter Salles är son till bankmannen och ambassadören Walther Moreira Salles, som var en av grundarna till Unibanco. Han växte upp i bland annat Paris och Washington, D.C. och studerade sedan nationalekonomi vid Pontifícia Universidade Católica do Rio de Janeiro följt av filmskapande vid University of Southern California.

### Filmkarriär
Han inledde filmkarriären som dokumentärfilmare 1986 och gjorde sin första spelfilm, thrillern A Grande Arte, 1991. Den brasiliansk-portugisiska samproduktionen Terra Estrangeira (1995) blev Salles genombrott inom spelfilm, filmen distribuerades internationellt och vann flera priser.
Walter Salles stora internationella genombrott kom med filmen Central do Brasil som vann Guldbjörnen vid filmfestivalen i Berlin 1998 och vann både Golden Globe Award och BAFTA Award i kategorin bästa icke-engelskspråkiga film året därefter. Den nominerades även till en Oscar för bästa utländska film men vann inte. 2001 skrev och regisserade han Behind the Sun vilken baserades på den albanska romanen Aprils frusna blommor men med handlingen flyttad till Bahia på 1910-talet, filmen nominerades till en Golden Globe för bästa icke-engelskspråkiga film.
2003 utsågs Salles, efter att ha samproducerat Fernando Meirelles film Guds stad året innan, till en av de 40 bästa regissörerna i världen av den brittiska tidningen The Guardian. Året därefter släpptes hans dittills största kritiska och kommersiella framgång, Dagbok från en motorcykel, en biografisk film om den unge Che Guevara och hans motorcykelresa genom Sydamerika 1952. Filmen fick ta emot fler än 40 priser, bland annat nominerades den 2005 till sju BAFTA Awards och vann två (bästa icke-engelskspråkiga film och bästa filmmusik).
Walter Salles gjorde sin första Hollywood-film 2005, Dark Water, en remake på Hideo Nakatas skräckfilm med samma namn från 2002. Han regisserade sedan segment i de båda franska episodfilmerna Paris, je t'aime (2006) och Chacun son cinéma (2007). Salles återvände sedan till Brasilien med Linha de Passe (2008), en skildring av fyra bröder från São Paulos underklass.
Han började sedan arbeta på On the Road, en filmatisering av Jack Kerouacs roman med samma namn från 1957. Filmen hade premiär 2012 på filmfestivalen i Cannes. Salles gjorde sedan en dokumentärfilm om den kinesiske filmskaparen Jia Zhangke som stod färdig 2014 men släpptes på bio först 2016. 2017 regisserade han ett segment av Where Has Time Gone?, ett samarbete mellan filmskapare från Brics-länderna tillsammans med bland annat Jia.
Salles har sedan arbetat som konstnärlig handledare för TV-serien Irmãos Freitas som hade premiär 2019 och fokuserar på boxaren Acelino Freitas.

### Motorsport
Salles började tävla i karting på 1970-talet och vann Rio de Janeiros kartmästerskap två gånger innan han slutade. Under inspelningarna av Terra Estrangeira 1994, återvände han till kartracingen en kort period. Salles började sedan även med sportvagnsracing då han 1996 erbjöds att köra Mil Milhas Brasileiras i en Porsche 911, en tävling som hans lag vann.
2008 tävlade Salles i GT3 Brazil tillsammans med Ricardo Rosset, duon vann den andra etappen i Curitiba och blev tvåa sammanlagt. Året därefter tävlade han för schweiziska Matech GT Racing i FIA GT3 European Championship där han slutade på 12:e plats tillsammans med Thomas Mutsch och tog en etappseger.

### Privatliv
Walter Salles är gift med konstnären Maria Klabin och paret har två söner.

## Filmografi i urval
Som regissör
- 1995 – Terra Estrangeira
- 1998 – Central do Brasil
- 2001 – Behind the Sun (även manus)
- 2004 – Dagbok från en motorcykel
- 2005 – Dark Water
- 2006 – Paris, je t'aime (även manus)
- 2007 – Chacun son cinéma
- 2008 – Linha de Passe (även producent)
- 2012 – On the Road
- 2016 – Jia Zhang-ke
- 2017 – Where Has Time Gone?
- 2024 – I'm Still Here

Som producent
- 2002 – Guds stad
- 2004 – Cidade Baixa
- 2005 – Hermanas
- 2016 – Aquarius